# Rio Culari
Le rio Rio Culari est un cours d'eau brésilien qui baigne l'État d'Amapá, et un affluent du rio Jari, donc un sous-affluent de l'Amazone. 

## Géographie
Il prend sa source près de la frontière avec la Guyane française. Il coule globalement Sud, pour se jeter sur la rive gauche du rio Jari. Il arrose la seule municipalité de Laranjal do Jari.